# Tequila (Veracruz)
Tequila è una municipalità dello stato di Veracruz, nel Messico centrale, il cui capoluogo è la località omonima.
Conta 14.648 abitanti (2010) e ha una estensione di 99,74 km². 	 	
Il nome Tequila in lingua nahuatl significa luogo delle verdure.